# Fairhall
Fairhall est une localité de la région de Marlborough, dans le nord de l’Île du Sud de la Nouvelle-Zélande.

## Situation
La ville de Blenheim est située à environ 7,5 km vers le nord-est.
La rivière Fairhall court d’abord vers l’ouest , .

## Toponymie
La rivière et la localité furent nommés en 1847 d’après le nom d’un chef d’une équipe de géomètre travaillant dans le secteur.

## Démographie
En 2018, sa population était de 456 habitants.

## Éducation
L’école de Fairhall est une école primaire mixte allant des années 1 à 8 avec un taux de décile de 10 et un effectif de 212 élèves . L’école a ouvert en 1877.